# Gănești
Gănești (in ungherese Vámosgálfalva, in tedesco Gallendorf) è un comune della Romania di 3987 abitanti, ubicato nel distretto di Mureș, nella regione storica della Transilvania. 
Il comune è formato dall'unione di 4 villaggi: Cuștelnic, Gănești, Păucișoara, Sub Pădure.